# ビーバー郡区 (アイオワ州ブーン郡)
ビーバー郡区は、アメリカ合衆国、アイオワ州、ブーン郡にある17の郡区の一つである。2000年の国勢調査で、人口は191人だった。

## 地理
ビーバー郡区は、90.8平方キロメートル（35.05平方マイル)で、組み込まれた自治体(incorporated settlements)はありません。